# Monestir de Cetățuia
El monestir de Cetățuia (en romanès: Mănăstirea Cetățuia) és un monestir ortodox romanès situat a Iași (Romania). El monestir figura al Registre Nacional de Monuments Històrics.

## Història

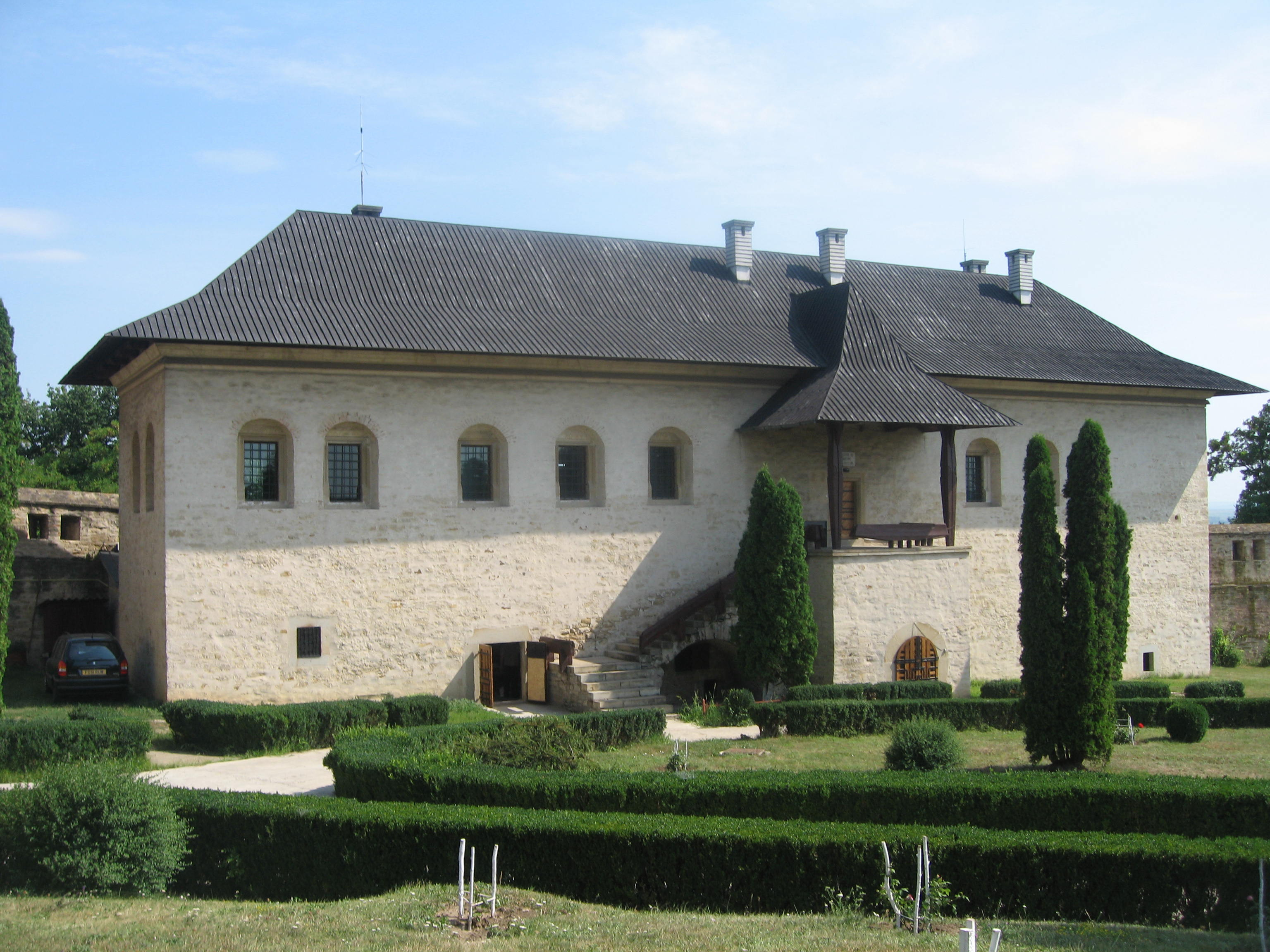
El palau del príncep

Situat al cim del turó de Cetățuia de l’antiga capital moldava, el monestir va ser construït pel príncep Gheorghe Duca al segle xvii.
El monestir està envoltat de fortificacions amb torres a les cantonades. En el passat, va proporcionar refugi durant el setge enemic o les invasions a gran escala. El nom en si, Cetățuia, significa ciutadella o fortalesa en romanès.
La singularitat del monestir de Cetățuia consisteix en el fet que s’ha conservat tot el conjunt de l’arquitectura monàstica.
Un lloc especial és el palau destinat a l’allotjament del príncep, un edifici fortificat característic del segle XVII i la cuina o, segons altres opinions, el bany turc, que és l’única construcció d’aquest tipus que s’ha conservat dins d’un conjunt monacal.
A més, també hi ha una sala gòtica, un museu d'art medieval, una torre anomenada "Sopar del pelegrí", des d'on es pot admirar el panorama de Iași i els seus famosos cellers amb vi obtingut de la seva pròpia vinya.

## Galeria

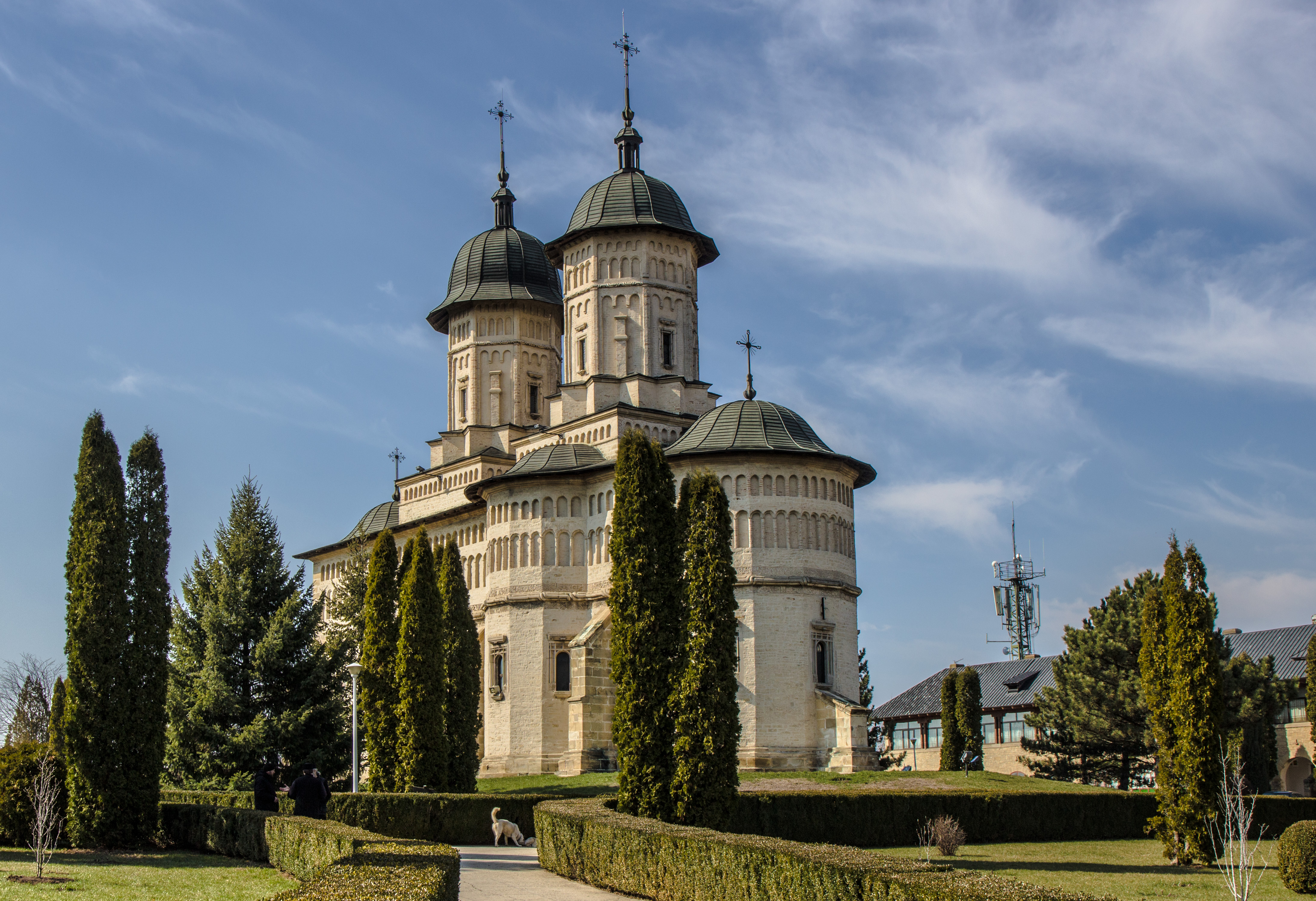
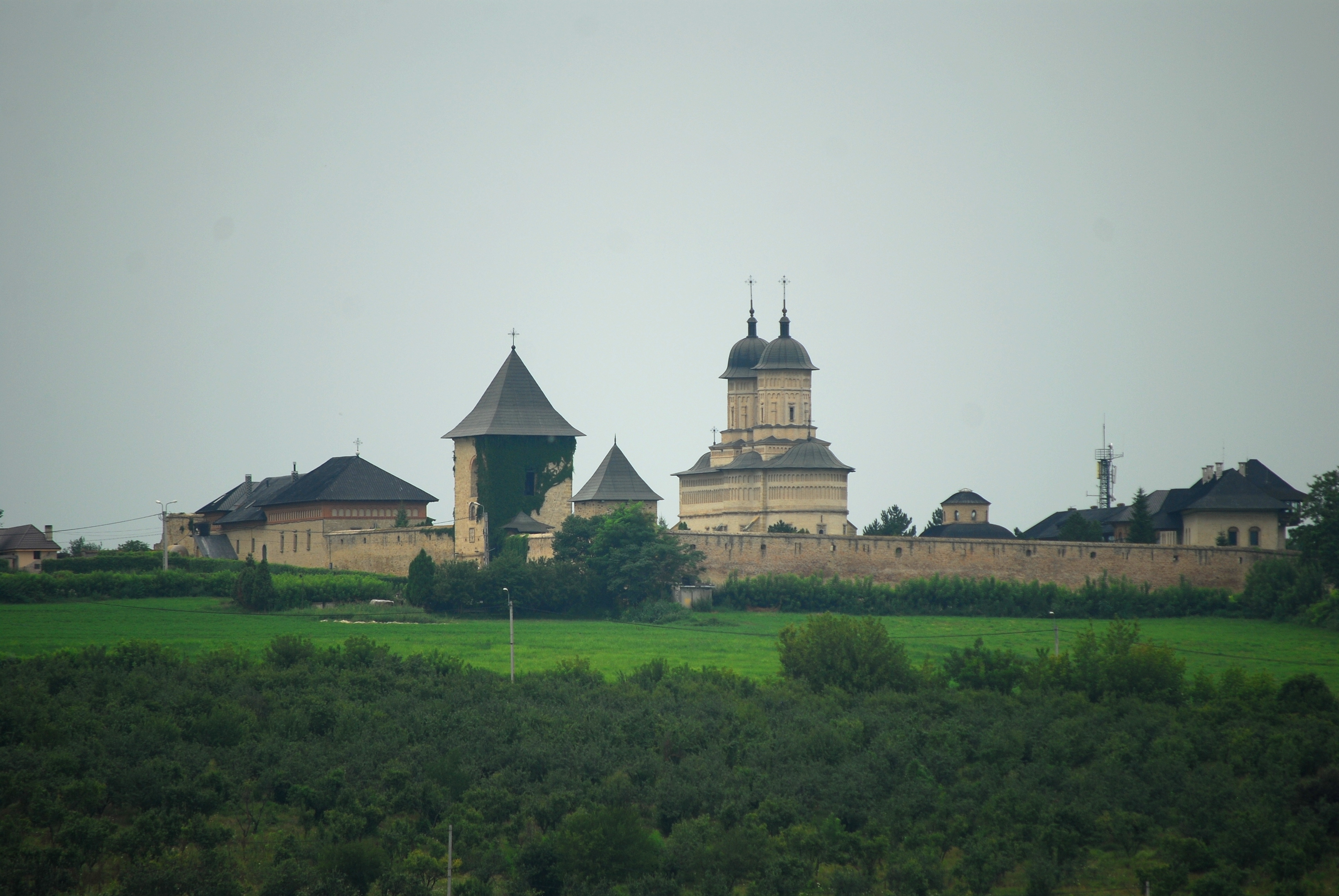
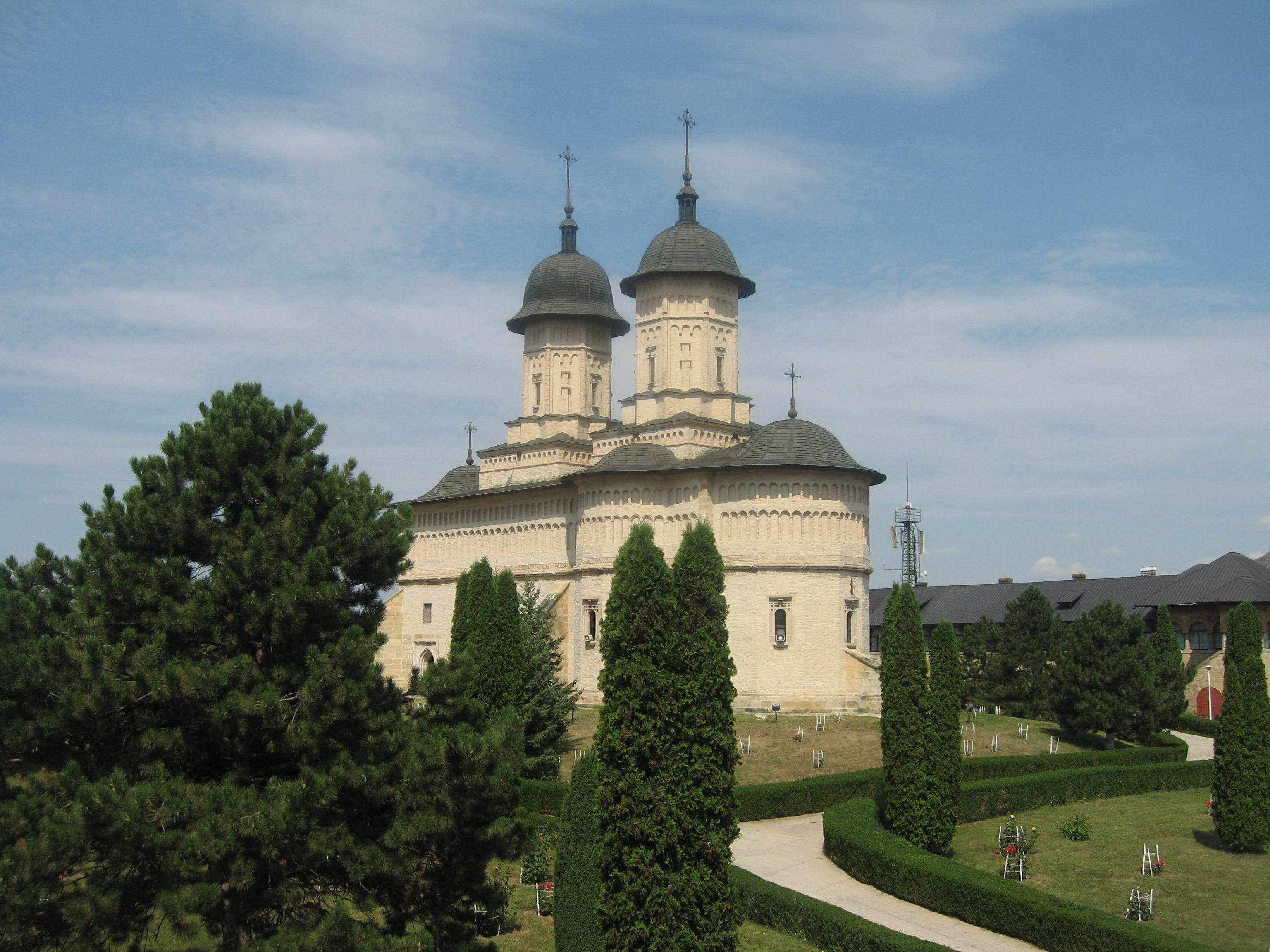
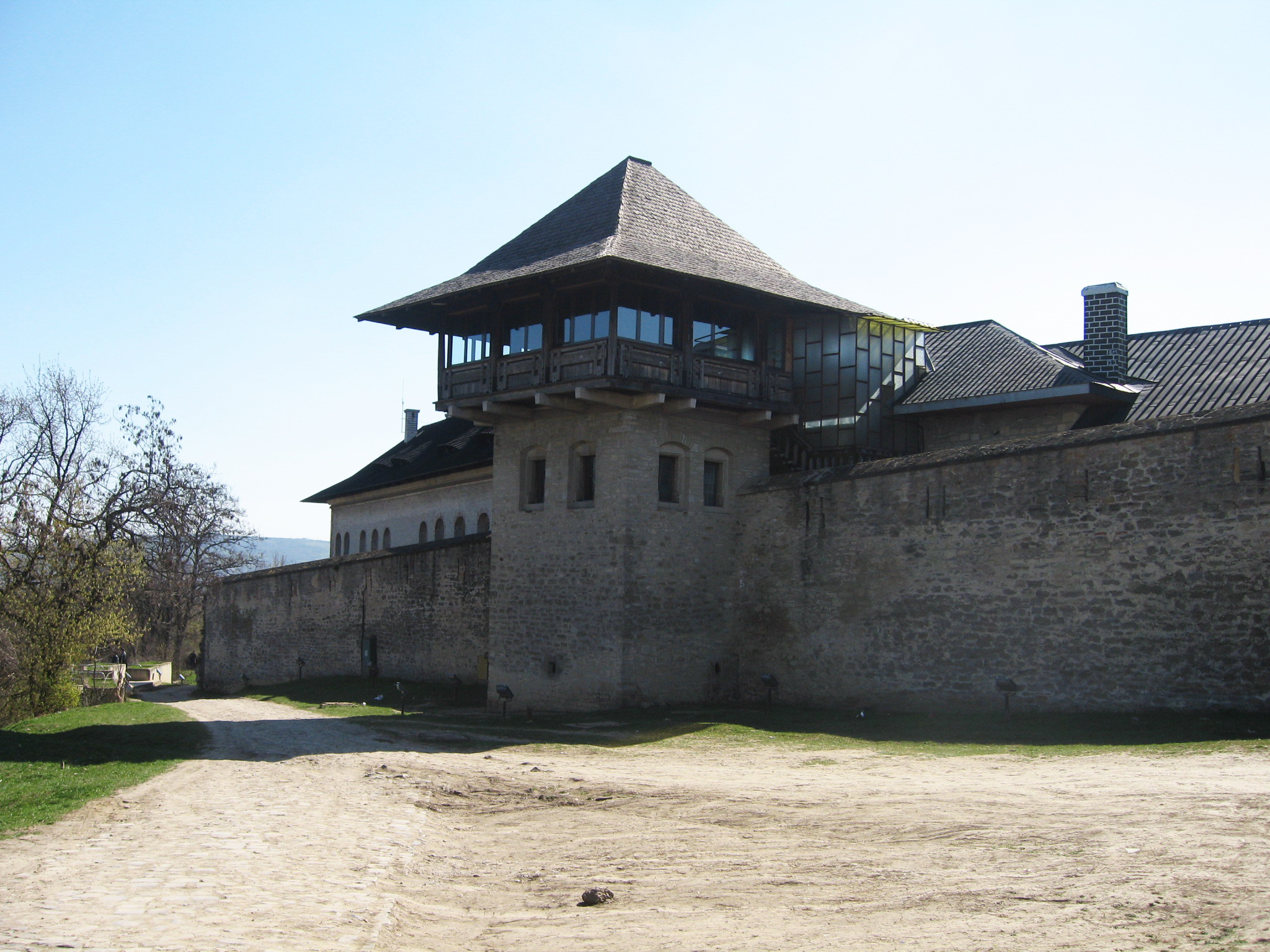
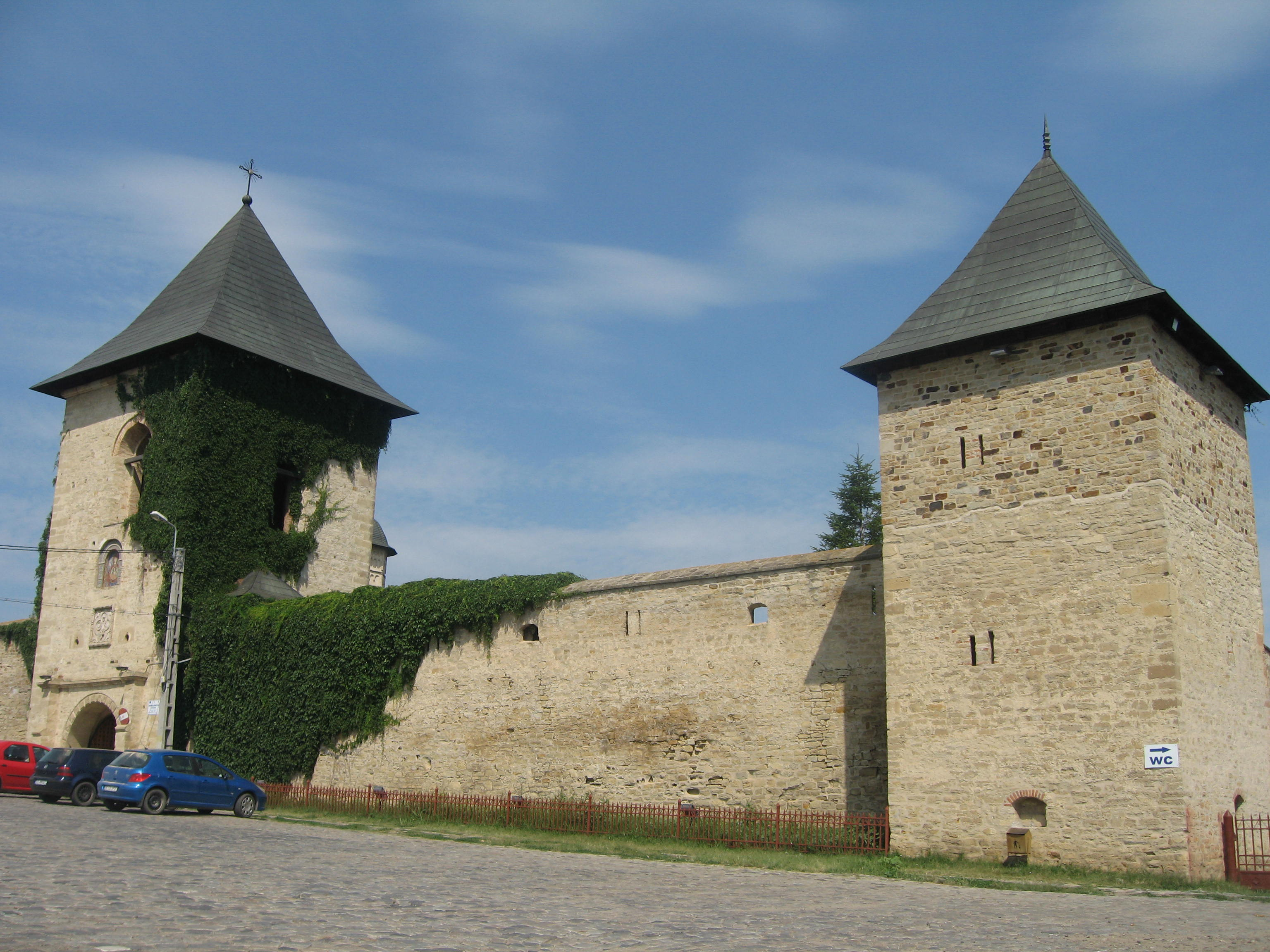
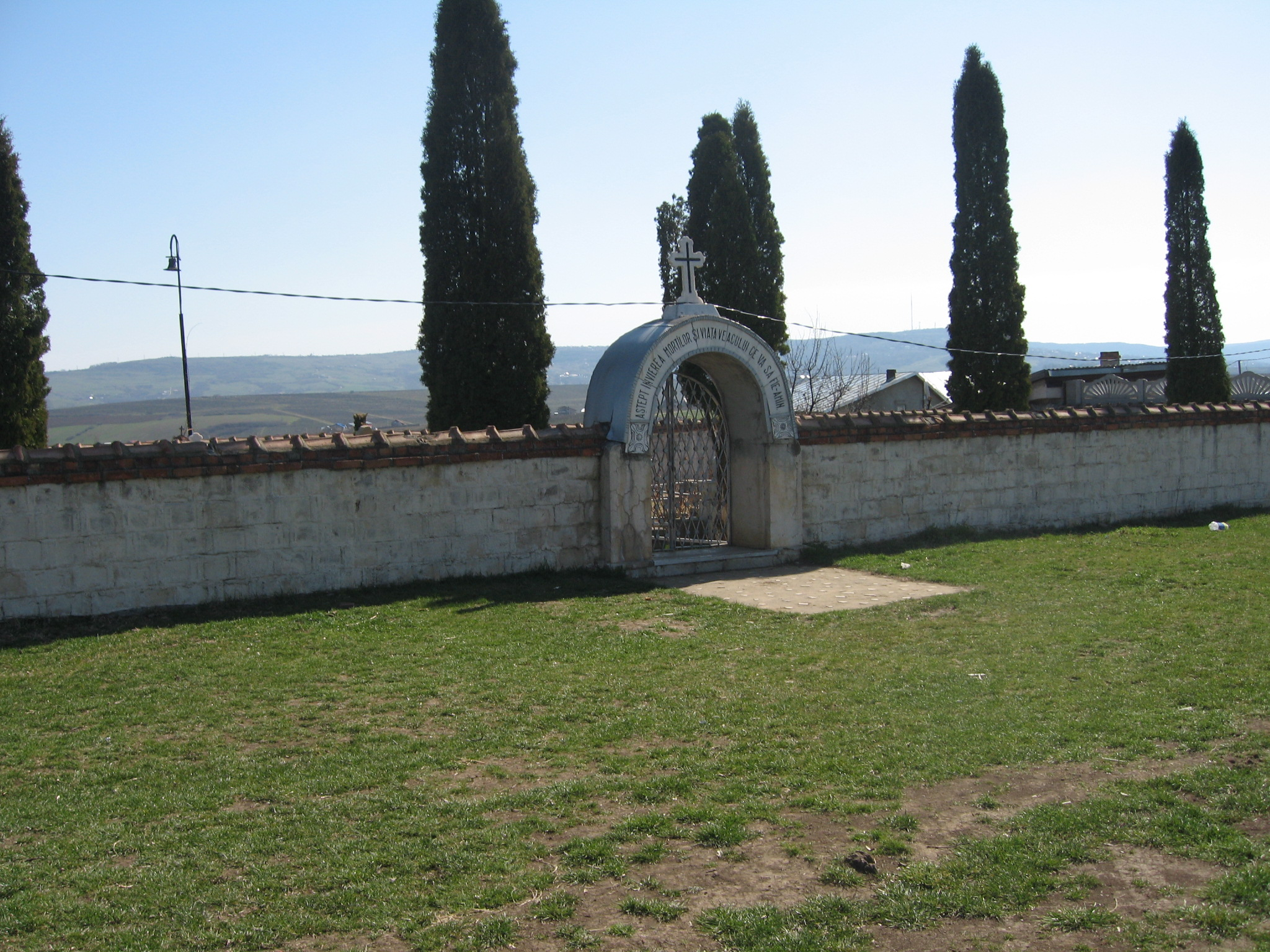
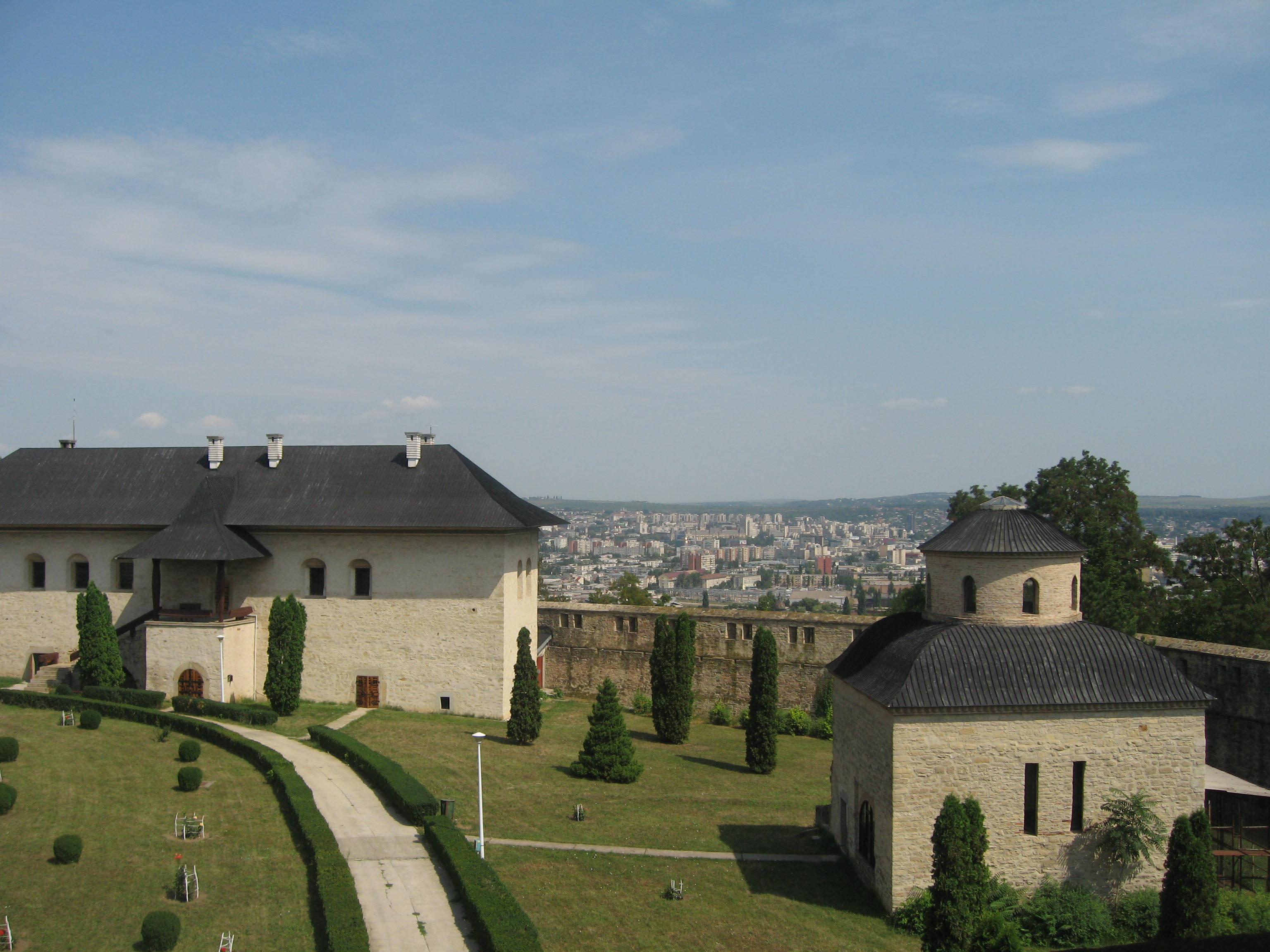
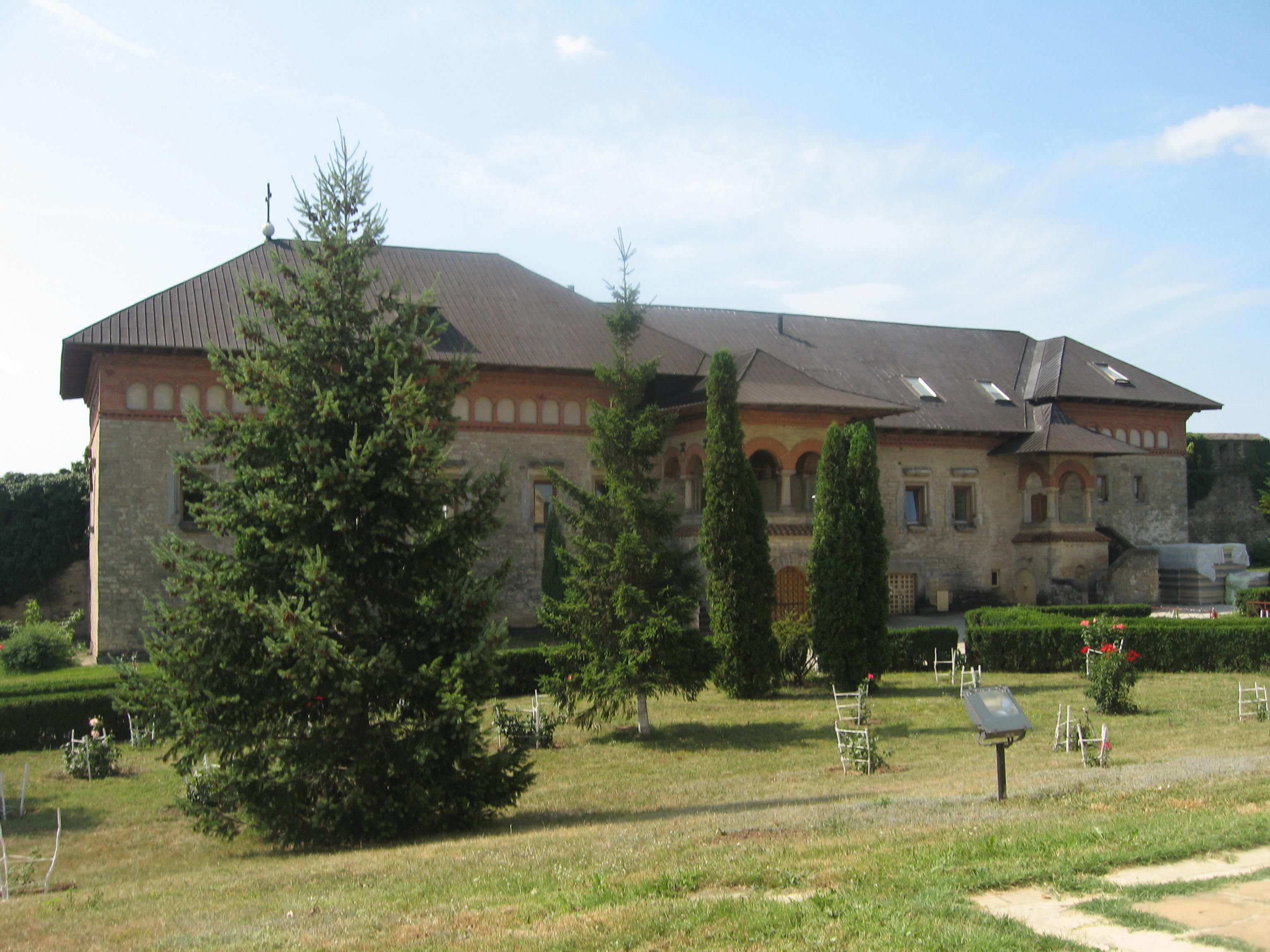
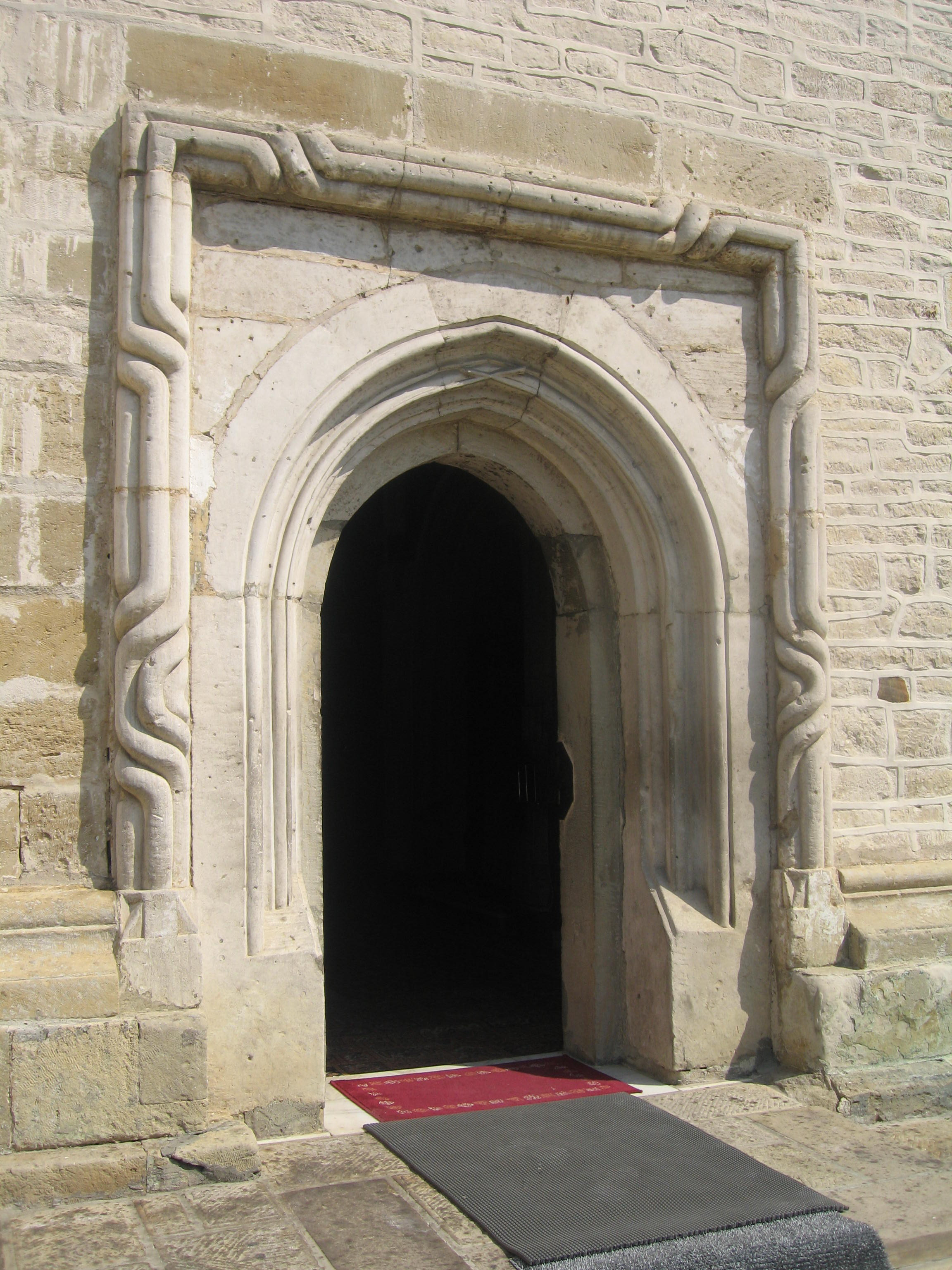
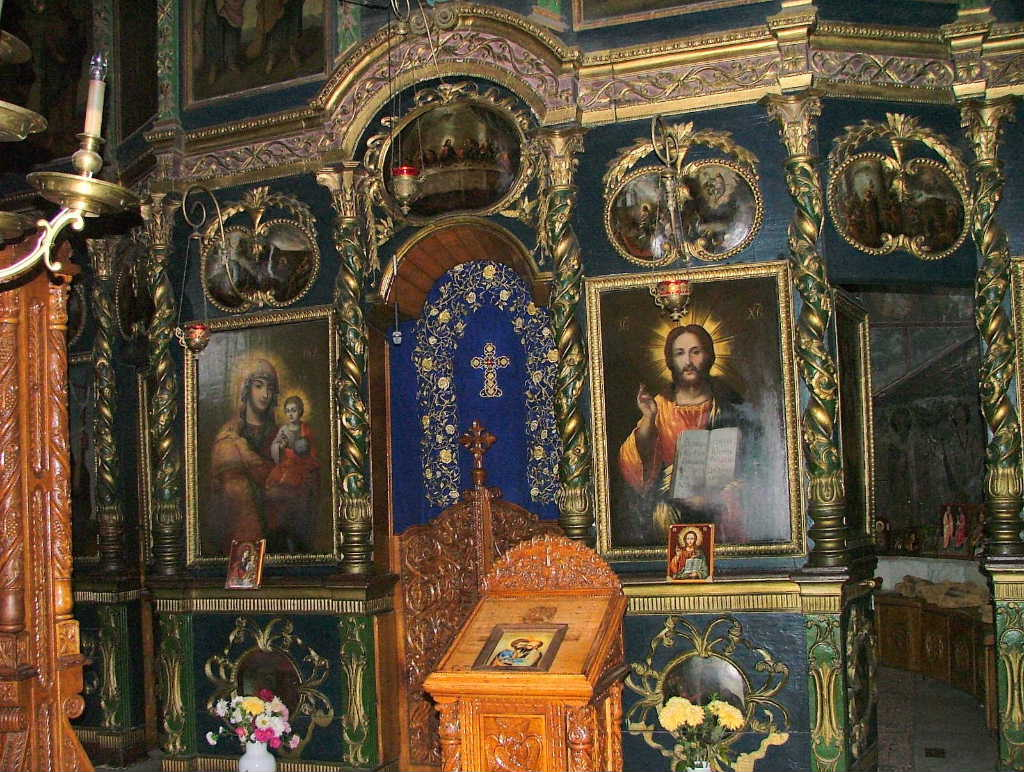
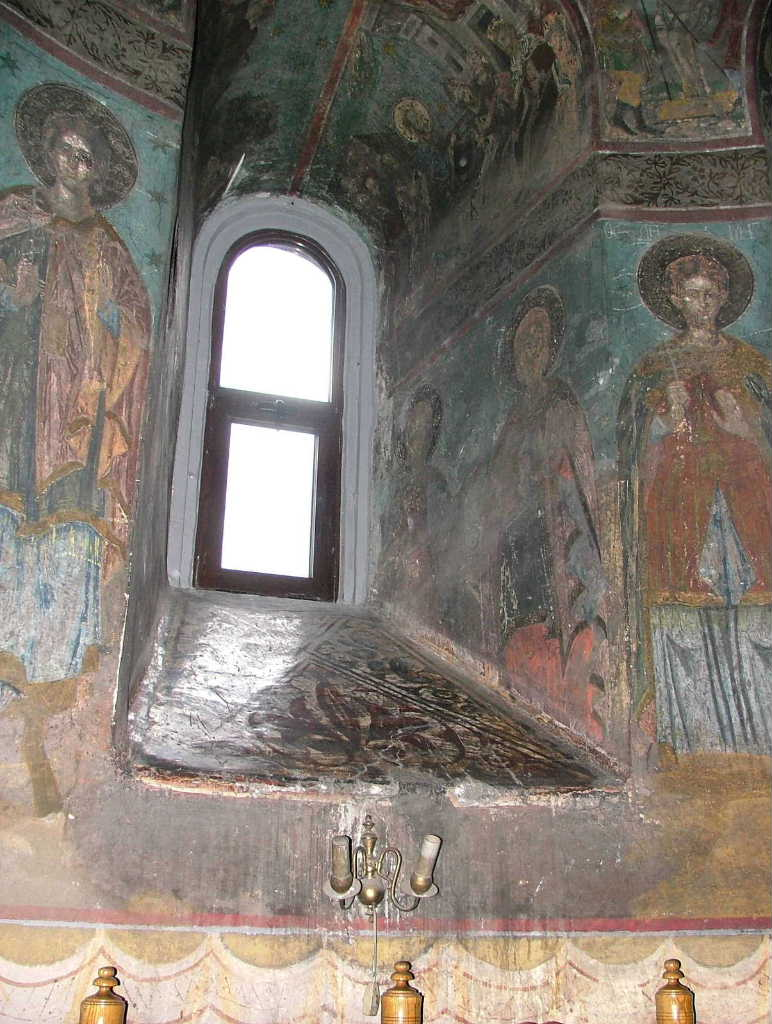
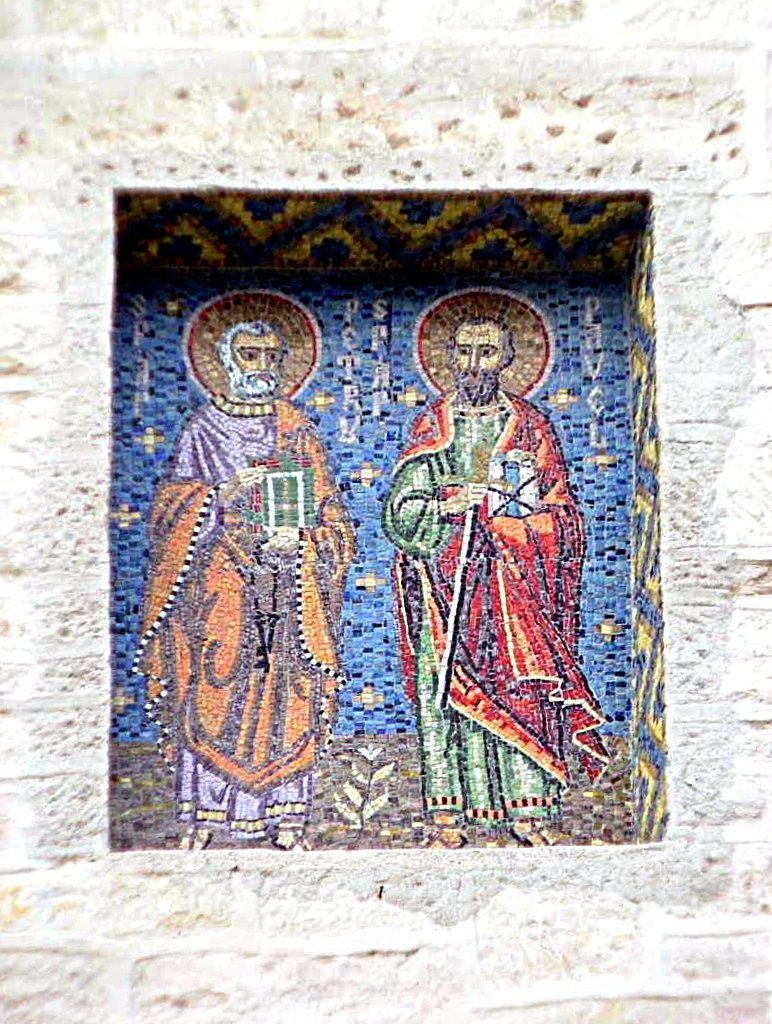
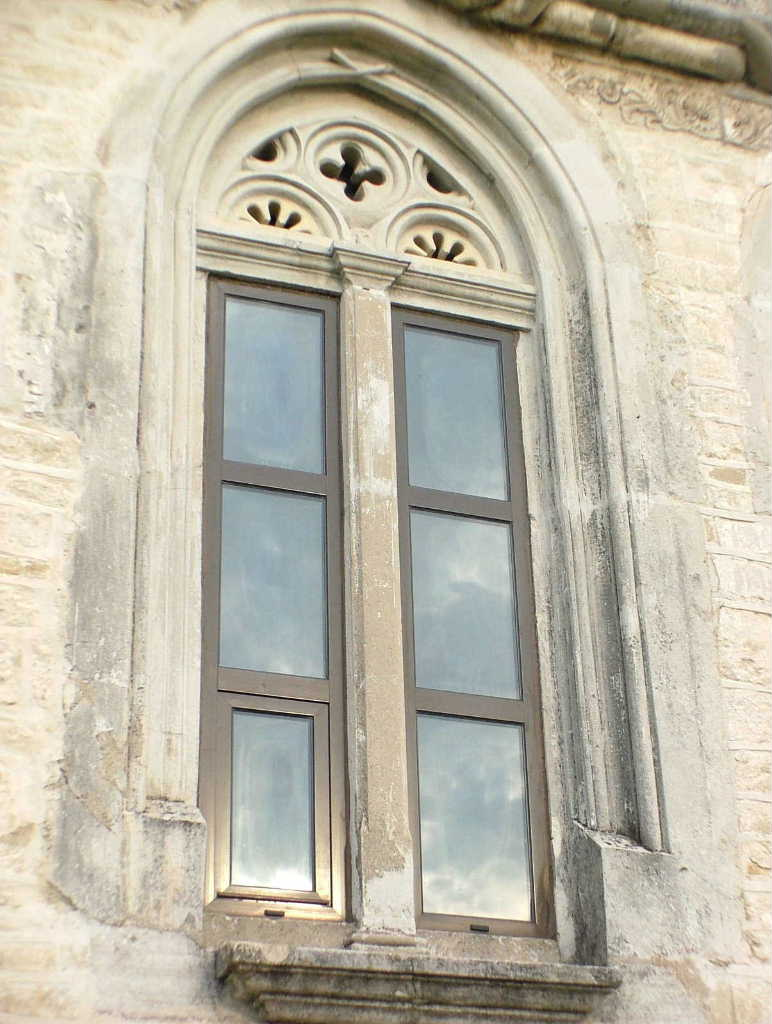
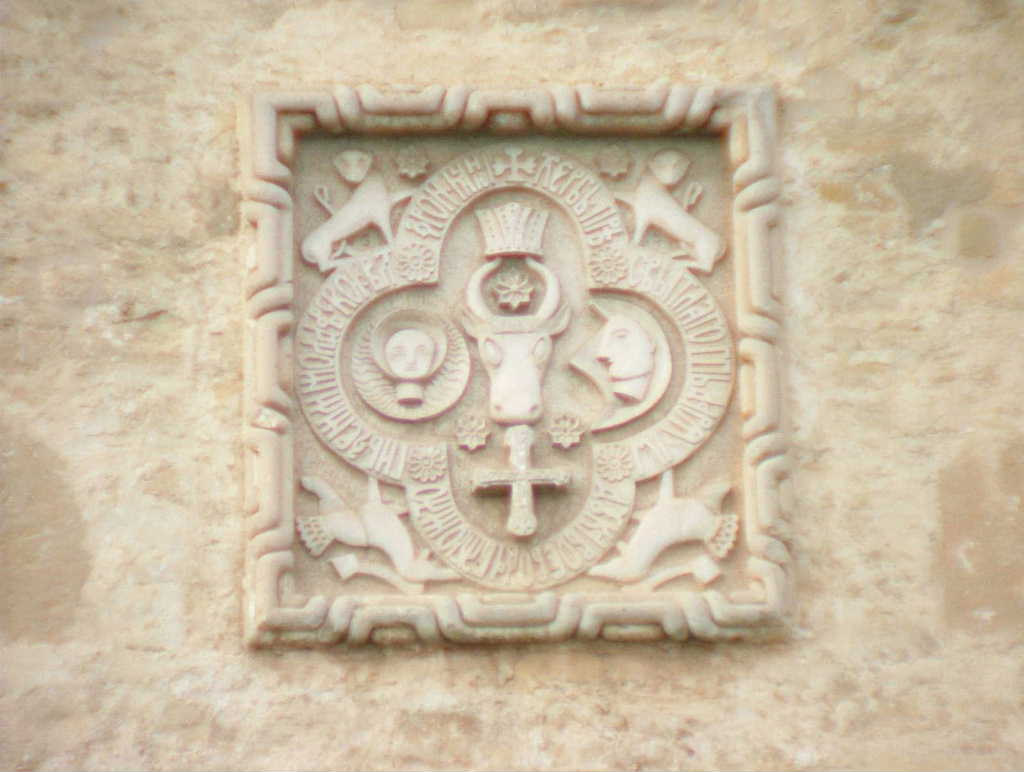
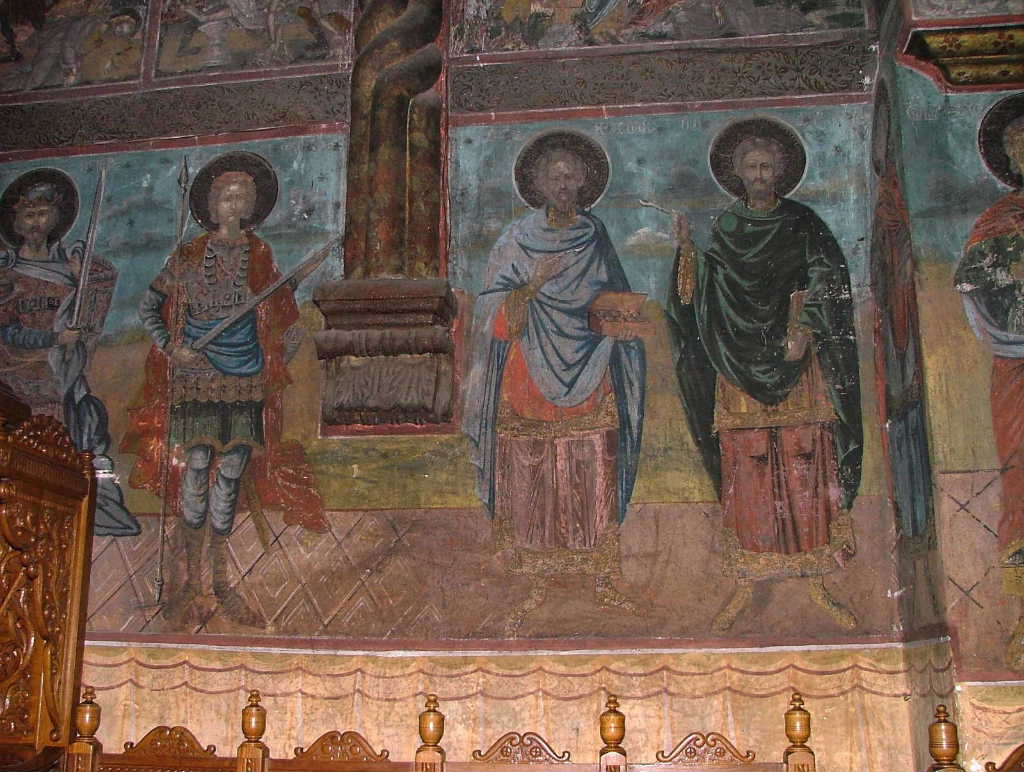
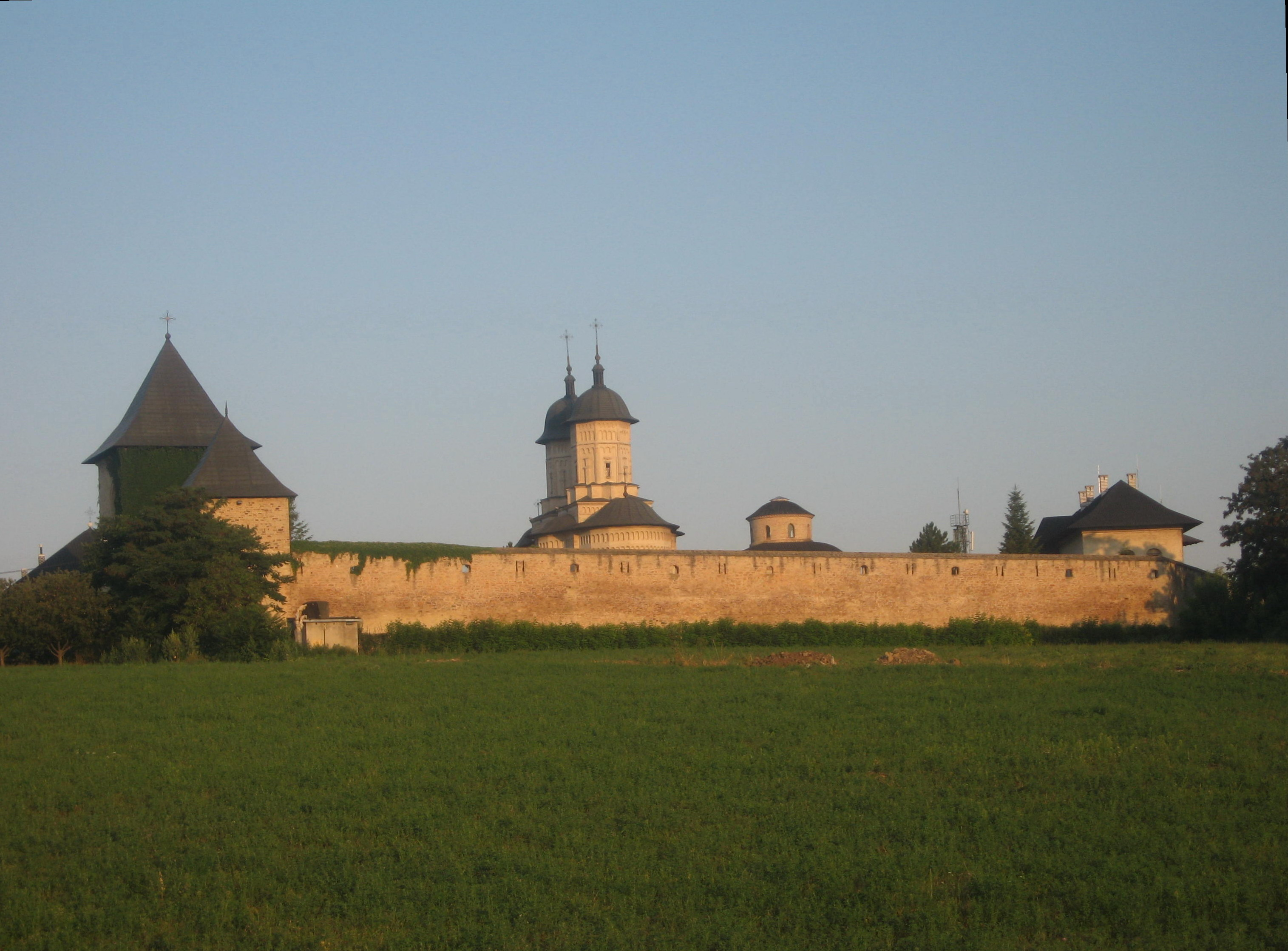
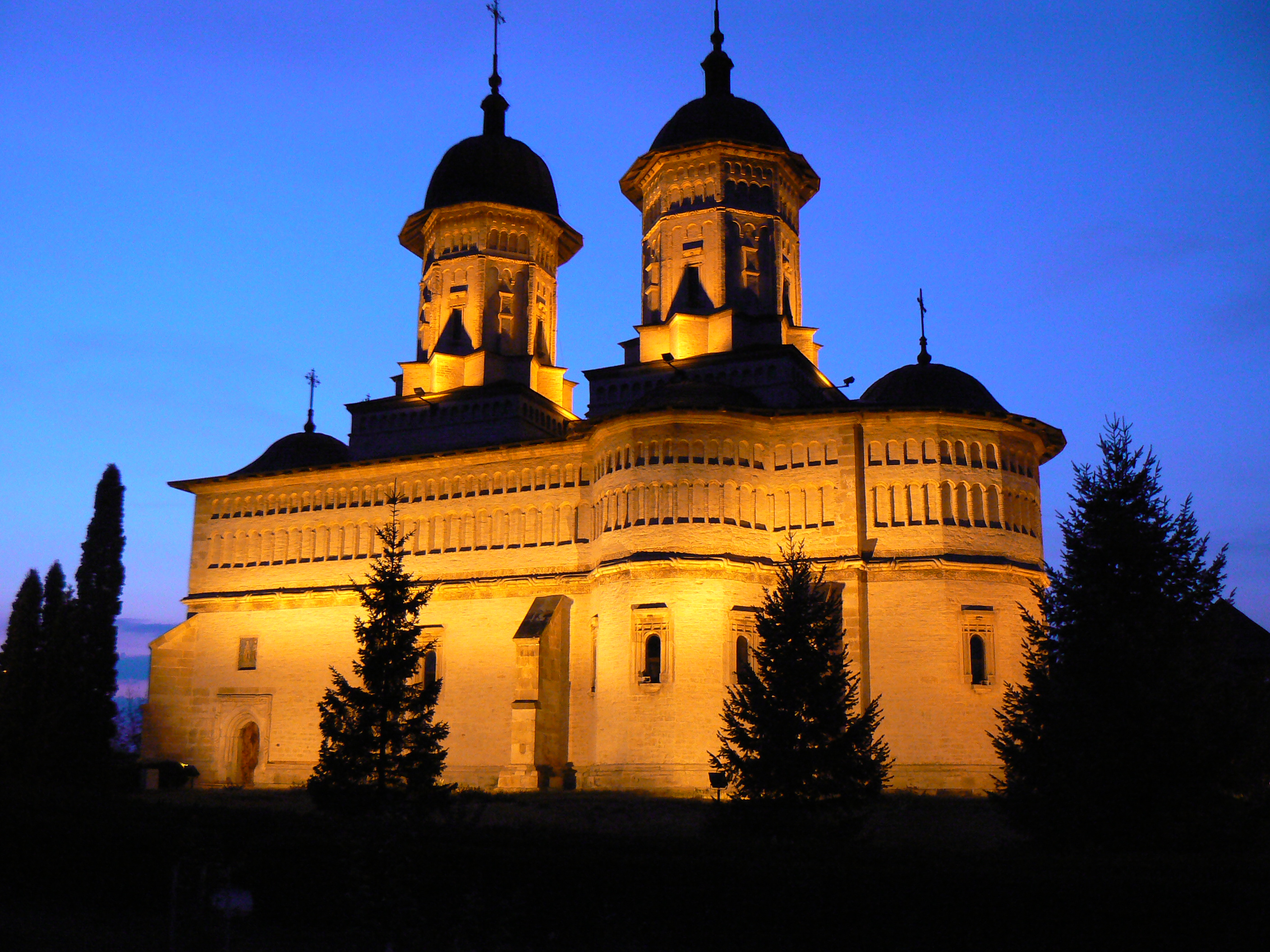